# MCBC 스메들리 D. 버틀러
스메들리 D. 버틀러 해병대 기지캠프(영어: Marine Corps Base Camp Smedley D. Butler), 줄여서 MCBC S.D. 버틀러 혹은 캠프 버틀러는 오키나와현에 있는 미국 해병대 시설을 묶어서 관할하는 해병대 태평양 시설대의 중심시설을 가리킨다. 해병대 소장이 시설대장에 임명된다.
1955년부터 1972년까지 미국 류큐 열도 육군의 본부가 있었던 포트 버크너의 토지 대부분을 양도받으면서 스메들리 D. 버틀러 소장의 이름을 붙였다.

## 관할시설 목록

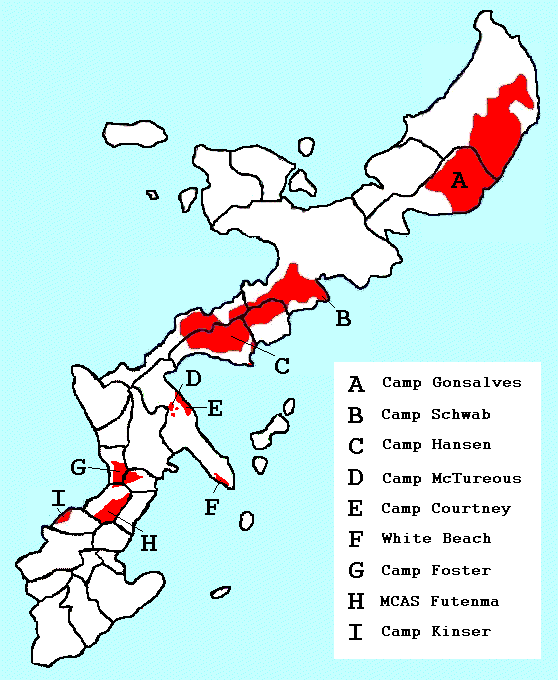
관할 시설의 위치와 규모

- 캠프 곤살베스 - 구니가미촌, 히가시촌
- 캠프 레스터 - 자탄정
- 캠프 맥처어스 - 우루마시
- 캠프 쉴즈 - 지바나
- 캠프 스왑 - 나고시
- 캠프 커트니 - 우루마시
- 캠프 킨저 - 우라소에시
- 캠프 포스터 - 기노완시
- 캠프 핸슨 - 긴정
- 화이트 비치 - 우루마시

캠프 후지 재병연합훈련소(CATC 캠프 후지), 후텐마 해병대 항공기지(MCAS 후텐마), 이와쿠니 해병대 항공기지(MCAS 이와쿠니)는 해병대 태평양 시설대에서 직접 관리하고 있다.

## 같이 보기
- 주일 미군